# St. Mary's College Rugby Football Club
 St. Mary's College RFC  est un club de rugby irlandais basé dans la ville de Dublin, en Irlande qui évolue dans le championnat irlandais de première division.
Le club est affilié à la fédération du Leinster et ses joueurs peuvent être sélectionnés pour l’équipe représentative de la région, Leinster Rugby.

## Histoire
Le club fut fondé par d'anciens élèves du St.Mary's College de Dublin sous le nom de Old Saint Mary's. Ils ont donné à leur équipe les couleurs bleue et blanche de la Vierge Marie. 
Le club a remporté le championnat national en 2000.

## Palmarès
- Championnat d'Irlande (1) : 2000
- Leinster Senior League (4) : 1972, 1978, 1980, 1989 
  - Finaliste (2) : 1984, 1988
- Leinster Club Senior Cup (9) : 1958, 1969, 1971, 1974, 1975, 1987, 1993, 1995, 2005
  - Finaliste (5) : 1960, 1963, 1966, 1973, 2006
- Metropolitan Cup (8) : 1940, 1941, 1953, 1970, 1971, 1978, 1985, 1998, 
  - Finaliste (2) : 2003, 2004

## Joueurs célèbres
Une trentaine joueurs de St. Mary's College ont porté les couleurs de l'équipe d’Irlande depuis 1975. L'ancien joueur du Stade toulousain Trevor Brennan en fut le capitaine et mena son club à la victoire dans le championnat national en 2000. 
- Trevor Brennan
- Victor Costello
- Keith Gleeson
- Denis Hickie
- John Moloney  Lions britanniques
- Malcolm O'Kelly

 Lions britanniques